# Fussball-Club Rot-Weiß Erfurt 1996-1997
Questa voce raccoglie le informazioni riguardanti il Fussball-Club Rot-Weiß Erfurt nelle competizioni ufficiali della stagione 1996-1997.

## Stagione
Nella stagione 1996-1997 il Rot Weiss Erfurt, allenato da Frank Engel e Hans-Günter Schröder, concluse il campionato di Regionalliga nordest al 3º posto.

## Rosa
| N. |                     | Ruolo | Calciatore       |
| -- | ------------------- | ----- | ---------------- |
|    | Germania (bandiera) | P     | Dirk Heinrichs   |
|    | Germania (bandiera) | P     | Steffen Kraus    |
|    | Ucraina (bandiera)  | D     | Yevhen Drahunov  |
|    | Germania (bandiera) | D     | Jens Große       |
|    | Germania (bandiera) | D     | Thomas Herz      |
|    | Germania (bandiera) | D     | Heiko Nowak      |
|    | Germania (bandiera) | D     | Dirk Pfitzner    |
|    | Germania (bandiera) | D     | Michael Schmidt  |
|    | Germania (bandiera) | D     | André Tews       |
|    | Germania (bandiera) | C     | Recardo Egel     |
|    | Germania (bandiera) | C     | Christian Ertmer |
|    | Germania (bandiera) | C     | Thomas Münzberg  |

| N. |                     | Ruolo | Calciatore       |
| -- | ------------------- | ----- | ---------------- |
|    | Ucraina (bandiera)  | C     | Andrej Rosljakow |
|    | Germania (bandiera) | C     | Nico Scheller    |
|    | Germania (bandiera) | C     | Jörg Schmidt     |
|    | Germania (bandiera) | C     | Piet Schönberg   |
|    | Germania (bandiera) | C     | Sascha Schwarz   |
|    | Germania (bandiera) | C     | Jan Wehrmann     |
|    | Germania (bandiera) | C     | Marco Weißhaupt  |
|    | Germania (bandiera) | A     | Daniel Bärwolf   |
|    | Germania (bandiera) | A     | Ronny Hebestreit |
|    | Germania (bandiera) | A     | Axel Nasse       |
|    | Germania (bandiera) | A     | Werner Rank      |

## Organigramma societario
Area tecnica
- Allenatore: Hans-Günter Schröder
- Allenatore in seconda:
- Preparatore dei portieri:
- Preparatori atletici:
- Analisi video:

## Calciomercato

### Sessione estiva
| Acquisti | Acquisti        | Acquisti          | Acquisti |
| R.       | Nome            | da                | Modalità |
| -------- | --------------- | ----------------- | -------- |
| A        | Daniel Bärwolf  | Lokomotive Lipsia |          |
| C        | Nico Scheller   | Wacker Nordhausen |          |
| C        | Marco Weißhaupt | Magonza           |          |

| Cessioni | Cessioni        | Cessioni      | Cessioni |
| R.       | Nome            | a             | Modalità |
| -------- | --------------- | ------------- | -------- |
| D        | Dragan Kavaz    | Elversberg    |          |
| D        | Steffen Schmidt | Dinamo Dresda |          |

### Sessione invernale
| Acquisti | Acquisti     | Acquisti      | Acquisti |
| R.       | Nome         | da            | Modalità |
| -------- | ------------ | ------------- | -------- |
| C        | Jörg Schmidt | Dinamo Dresda |          |

| Cessioni | Cessioni      | Cessioni          | Cessioni |
| R.       | Nome          | a                 | Modalità |
| -------- | ------------- | ----------------- | -------- |
| A        | Ante Markesic | Dinamo Dresda     |          |
| P        | Marco Weigel  | Wacker Nordhausen |          |

## Risultati

### Regionalliga

#### Girone di andata
| Arbitro: | Scheibel |

|              |           |                             |
| Zapyshnyi 5’ | Marcatori | 54’ Hebestreit 73’ Wehrmann |

| Erfurt 14 agosto 1996, ore 19:00 CEST 2ª giornata | Rot-Weiß Erfurt | 0 – 0 referto | Wacker Nordhausen | Steigerwaldstadion (2 500 spett.)\| Arbitro: \| Heynemann \| |
| Arbitro:                                          | Heynemann       |               |                   |                                                              |

| Arbitro: | Endmann |

|  |           |                            |
|  | Marcatori | 75’ Rosljakow 90’ Markesic |

| Arbitro: | Bley |

|                                                            |           |         |
| Bärwolf 24’, 81’ Weißhaupt 54’ (rig.), 62’ (rig.) Egel 77’ | Marcatori | 41’ Dau |

| Arbitro: | Augar |

|                                   |           |           |
| Leonhardt 56’ (rig.) Zweigler 63’ | Marcatori | 24’ Nowak |

| Arbitro: | Toschek |

|                                      |           |                                     |
| Bärwolf 8’ Weißhaupt 65’, 87’ (rig.) | Marcatori | 2’ Wahl 5’ Osmanović 43’ Bittermann |

| Arbitro: | Fleske |

|  |           |                                          |
|  | Marcatori | 15’ Hebestreit 20’ Weißhaupt 73’ Bärwolf |

| Arbitro: | Koop |

|                            |           |          |
| Scheller 45’ Weißhaupt 68’ | Marcatori | 82’ Baum |

| Arbitro: | Endmann |

|                |           |                      |
| Jopek 14’, 80’ | Marcatori | 69’ (rig.) Weißhaupt |

| Arbitro: | Dommaschk |

|                                                               |           |                      |
| Bärwolf 3’, 16’, 40’ Hebestreit 38’ Markesic 81’ Drahunov 89’ | Marcatori | 29’ Kuhlow 67’ Plack |

| Arbitro: | Müller |

|                                                |           |  |
| Weißhaupt 1’ Scheller 25’ Bärwolf 32’ Tews 87’ | Marcatori |  |

| Arbitro: | Scheibel |

|            |           |                                   |
| Namdar 40’ | Marcatori | 19’ Hebestreit 62’, 86’ Weißhaupt |

| Arbitro: | Sather |

|                                                     |           |  |
| Hebestreit 5’, 58’ Weißhaupt 10’ (rig.) Bärwolf 72’ | Marcatori |  |

| Arbitro: | Junghof |

|              |           |                                                  |
| Isa 62’, 82’ | Marcatori | 20’ (rig.) Weißhaupt 43’ Wehrmann 50’ Hebestreit |

| Erfurt 23 novembre 1996, ore 14:00 CET 15ª giornata | Rot-Weiß Erfurt | 0 – 0 referto | Hertha Zehlendorf | Steigerwaldstadion (2 550 spett.)\| Arbitro: \| Voigt \| |
| Arbitro:                                            | Voigt           |               |                   |                                                          |

| Arbitro: | Bley |

|  |           |                             |
|  | Marcatori | 24’ Hebestreit 83’ Drahunov |

| Erfurt 7 dicembre 1996, ore 13:00 CET 17ª giornata | Rot-Weiß Erfurt | 0 – 0 referto | Energie Cottbus | Steigerwaldstadion (7 900 spett.)\| Arbitro: \| Schößling \| |
| Arbitro:                                           | Schößling       |               |                 |                                                              |

#### Girone di ritorno
| Arbitro: | Sturm |

|                                                 |           |  |
| Weißhaupt 36’ (rig.) Hebestreit 85’ Bärwolf 90’ | Marcatori |  |

| Arbitro: | Weise |

|            |           |                           |
| Ludwig 13’ | Marcatori | 14’ Schmidt 67’ Weißhaupt |

| Arbitro: | Scheibel |

|             |           |            |
| Schmidt 23’ | Marcatori | 43’ Seruga |

| Arbitro: | Haack |

|                            |           |                             |
| Hoffmann 27’ Wiedemann 86’ | Marcatori | 44’ Hebestreit 48’ Scheller |

| Arbitro: | Blumenstein |

|                      |           |            |
| Weißhaupt 61’ (rig.) | Marcatori | 28’ Hempel |

| Arbitro: | Toschek |

|                          |           |  |
| Osmanović 24’ Aračić 34’ | Marcatori |  |

| Arbitro: | Fröhlich |

|                                               |           |  |
| Weißhaupt 45’ Rederer 58’ (aut.) Wehrmann 63’ | Marcatori |  |

| Arbitro: | Voigt |

|           |           |                       |
| Milde 61’ | Marcatori | 26’ Schmidt 90’ Große |

| Arbitro: | Spickenagel |

|              |           |             |
| Wehrmann 47’ | Marcatori | 27’ Jagatic |

| Arbitro: | Schößling |

|  |           |                                                                                      |
|  | Marcatori | 30’ Hebestreit 35’ Bärwolf 50’ Wehrmann 54’, 63’ Weißhaupt 80’ Tews 87’ (aut.) Plack |

| Arbitro: | Augar |

|                                              |           |                                  |
| Rambow 7’ (rig.), 58’, 78’ (rig.) Thieme 15’ | Marcatori | 85’ Scheller 90’ (rig.) Wehrmann |

| Arbitro: | Dommaschk |

|                        |           |  |
| Hebestreit 9’ Egel 63’ | Marcatori |  |

| Arbitro: | Haack |

|                                                    |           |                                |
| Koslov 69’, 89’ Tolmatschev 73’ (rig.), 85’ (rig.) | Marcatori | 16’, 58’ Bärwolf 46’ Weißhaupt |

| Arbitro: | Müller |

|             |           |           |
| Bärwolf 53’ | Marcatori | 56’ Block |

| Arbitro: | Reck |

|  |           |                      |
|  | Marcatori | 1’, 39’, 60’ Bärwolf |

| Arbitro: | Bley |

|                                                           |           |                          |
| Weißhaupt 34’ (rig.), 61’ Hebestreit 40’, 82’ Bärwolf 49’ | Marcatori | 30’, 37’ Struck 85’ Jank |

| Arbitro: | Blumenstein |

|                                   |           |               |
| Seifert 3’ Konetzke 77’ Lazic 90’ | Marcatori | 17’ Weißhaupt |

## Statistiche

### Statistiche di squadra
| Competizione         | Punti | In casa | In casa | In casa | In casa | In casa | In casa | In trasferta | In trasferta | In trasferta | In trasferta | In trasferta | In trasferta | Totale | Totale | Totale | Totale | Totale | Totale | DR  |
| Competizione         | Punti | G       | V       | N       | P       | Gf      | Gs      | G            | V            | N            | P            | Gf           | Gs           | G      | V      | N      | P      | Gf     | Gs     | DR  |
| -------------------- | ----- | ------- | ------- | ------- | ------- | ------- | ------- | ------------ | ------------ | ------------ | ------------ | ------------ | ------------ | ------ | ------ | ------ | ------ | ------ | ------ | --- |
| Regionalliga nordest | 66    | 17      | 9       | 8       | 0       | 41      | 14      | 17           | 10           | 1            | 6            | 39           | 25           | 34     | 19     | 9      | 6      | 80     | 39     | +41 |
| Totale               | 66    | 17      | 9       | 8       | 0       | 41      | 14      | 17           | 10           | 1            | 6            | 39           | 25           | 34     | 19     | 9      | 6      | 80     | 39     | +41 |

### Andamento in campionato
| Giornata  | 1 | 2 | 3 | 4 | 5 | 6 | 7 | 8 | 9 | 10 | 11 | 12 | 13 | 14 | 15 | 16 | 17 | 18 | 19 | 20 | 21 | 22 | 23 | 24 | 25 | 26 | 27 | 28 | 29 | 30 | 31 | 32 | 33 | 34 |
| --------- | - | - | - | - | - | - | - | - | - | -- | -- | -- | -- | -- | -- | -- | -- | -- | -- | -- | -- | -- | -- | -- | -- | -- | -- | -- | -- | -- | -- | -- | -- | -- |
| Luogo     | T | C | T | C | T | C | T | C | T | C  | C  | T  | C  | T  | C  | T  | C  | C  | T  | C  | T  | C  | T  | C  | T  | C  | T  | T  | C  | T  | C  | T  | C  | T  |
| Risultato | V | N | V | V | P | N | V | V | P | V  | V  | V  | V  | V  | N  | V  | N  | V  | V  | N  | N  | N  | P  | V  | V  | N  | V  | P  | V  | P  | N  | V  | V  | P  |
| Posizione | 3 | 6 | 3 | 2 | 3 | 4 | 2 | 2 | 5 | 4  | 3  | 3  | 2  | 2  | 2  | 2  | 2  | 2  | 2  | 2  | 2  | 2  | 3  | 2  | 2  | 4  | 3  | 4  | 4  | 4  | 4  | 3  | 3  | 3  |

Legenda:

Luogo: C = Casa; T = Trasferta. Risultato: V = Vittoria; N = Pareggio; P = Sconfitta.

### Statistiche dei giocatori
| D. Bärwolf    | 28 | 18 | 10 | 1 |
| Y. Drahunov   | 17 | 2  | 1  | 0 |
| R. Egel       | 13 | 2  | 1  | 0 |
| C. Ertmer     | 5  | 0  | 0  | 0 |
| J. Große      | 33 | 1  | 10 | 1 |
| R. Hebestreit | 34 | 14 | 4  | 0 |
| D. Heinrichs  | 9  | 0  | 0  | 0 |
| T. Herz       | 27 | 0  | 2  | 0 |
| S. Kraus      | 23 | 0  | 1  | 0 |
| A. Markesic   | 10 | 2  | 0  | 0 |
| T. Münzberg   | 1  | 0  | 0  | 0 |
| A. Nasse      | 1  | 0  | 0  | 0 |
| H. Nowak      | 32 | 1  | 5  | 0 |
| D. Pfitzner   | 16 | 0  | 3  | 0 |
| W. Rank       | 0  | 0  | 0  | 0 |
| A. Rosljakow  | 7  | 1  | 0  | 0 |
| N. Scheller   | 26 | 4  | 8  | 0 |
| J. Schmidt    | 14 | 3  | 3  | 0 |
| M. Schmidt    | 29 | 0  | 5  | 0 |
| S. Schwarz    | 1  | 0  | 0  | 0 |
| P. Schönberg  | 27 | 0  | 2  | 0 |
| A. Tews       | 34 | 2  | 8  | 0 |
| J. Wehrmann   | 34 | 6  | 2  | 0 |
| M. Weigel     | 2  | 0  | 0  | 0 |
| M. Weißhaupt  | 32 | 22 | 5  | 2 |